# Roger Lafontant
Roger Lafontant, död den 29 september 1991, var provisorisk president på Haiti under några timmar den 7 januari 1991.
Lafontant var en tidigare inrikesminister och ledare för milisen Tonton Macoute, som, med hjälp av armén, förklarade Ertha Pascal-Trouillot avsatt och utnämnde sig själv till president. I juli 1991 dömdes han till livstids fängelse. Han mördades i fängelset senare samma år.